# Rudolf Gehrig
Rudolf Gehrig (* 1993 in Bad Neustadt an der Saale, Unterfranken) ist ein deutscher Journalist und TV-Moderator mit Schwerpunkt in katholischen und kirchlichen Themen.

## Leben
Gehrig wuchs in Seubrigshausen auf. Im Jahr 2012 machte er sein Abitur am Johann-Philipp-von-Schönborn-Gymnasium in Münnerstadt. Danach arbeitete er nach eigenen Angaben ein Jahr in der Pfarrei St. Joseph der Arbeiter in Senden als Praktikant in der Jugendarbeit und absolvierte ein einjähriges Praktikum als Kinderpfleger. Es folgte ein Studium der katholischen Theologie an der Rheinischen Friedrich-Wilhelms-Universität Bonn.
Gehrig ist unter anderem freier Mitarbeiter der Saale-Zeitung und der Mainpost. Seit 2011 schreibt er regelmäßig für die katholische Wochenzeitung Die Tagespost und seit 2020 Kolumnen für das Vatican Magazin.
Seit 2013 ist er für den katholischen Fernsehkanal und späteren Fernsehsender EWTN Deutschland in Köln als Redakteur und TV-Moderator tätig. Dort wirkt er bei verschiedenen TV-Produktionen mit, unter anderem bei der Sendereihe Rudolf will’s wissen, in der er mit Bischöfen Gespräche zu Glaubensfragen führt; die zweite Staffel 2020 trug den Titel Rudolf will’s wissen – Was glaubst du eigentlich?. Zu Gast in den Sendungen waren unter anderem  Weihbischof Klaus Dick, Weihbischof Marian Eleganti, Bischof Stefan Oster und Weihbischof Dominikus Schwaderlapp. Gehrig moderiert außerdem hin und wieder Livesendungen bei kirchlichen Großereignissen, so 2016 beim Weltjugendtag in Krakau, 2018 bei der Jugendsynode in Rom und 2019 beim Weltjugendtag in Panama.
2019 wurde Gehrig bei Catholic News Agency (CNA) Deutsch zum Chefkorrespondenten für das deutschsprachige Europa ernannt. Seit Februar 2022 arbeitet Gehrig für die Nachrichtenagentur CNA Deutsch als Rom- und Vatikankorrespondent.
Im Juli 2023 startete er in Kooperation mit der Tagespost den Podcast Wie verliere ich meinen Glauben?.
Gehrig lebt in Rom.

## Schriften (Auswahl)
- YOUCAT Update! Beichten! Youcat Foundation, Augsburg 2014, ISBN 978-3-945148-04-4.
- Warum nerven mich die Neubekehrten? In: Petra Lorleberg (Hrsg.) Glaubenswege IV: Dem Credo auf der Spur. dip3 Verlag, 2017, ISBN 978-3-903028-50-0.
- mit Stefan Oster: Den ersten Schritt macht Gott. Über Erfüllung, Berufung und den Sinn des Lebens. Herder, Freiburg 2021, ISBN 978-3-451-39122-4.